# حسين العلي
حسين عبد الله علي آل ركبان القحطاني هو مغني وملحن شعبي سعودي من مواليد نجران عام 1965م، كانت بداية ظهوره للساحة الفنية عام 1991م.

## سيرة
ولد في نجران عام 1387 ه، كان والده يعمل في السلك العسكري، تعلم أبجديات الغناء، ففي المرحلة المتوسطة 1982، في 1985 بدأ مع (محمد الشادي) و (أبو ممدوح) وبعض المبتدئين تسجيل جلسات على (أشرطة كاسيت)، غنوا فيها لطلال مداح ومحمد عبده وسعد جمعة، طرحت التسجيلات في السوق، وكان حسين يطرحها باسم (حسين عبد الله القحطاني) قبل أن يختار لاحقاً اسمه الفني (حسين العلي) الذي ظهر مع أول أغنية من ألحانه عام 1988.
بعد حرب الخليج مباشرة عام 1991، أنتج على حسابه الشخصي أول ألبوم له، وبالتعاون مع شركة تسجيلات (نجران) قدم ألبومه دون مقابل، سُجلت الأغاني بالرياض في استديو هتاف التابع لسلامة العبد الله، سجل ستة أغان بالعود والإيقاع كلفته 5000 ريال، ولنجاح توزيع الألبوم في الأسواق سَجّل شريط ثان وثالث وبأقساط شهرية قدرها 15000 ريال.
كانت اغانيه تظهر بالعود والإيقاع فقط. اتجه بعد فترة طويلة من ظهوره إلى شركة الأوتار الذهبية التي أنتجت له أول شريط موسيقي (مواهب مدفونه) عام 1997م.

## تعاوناته الفنية
تعاون الفنان حسين العلي مع العديد من الشعراء منهم:خالد الفيصل - بدر بن عبد المحسن - خالد بن سعود الكبير - محمد بن عبد العزيز - محمد الأحمد السديري - غيوض - سعود بن بندر - أحمد الناصر الشايع - خلف بن هذال - طلال الرشيد - قايد الشريف - ناصر القحطاني - ضيدان بن قضعان - سعد بن جدلان - سعد الخريجي وغيرهم.
وهناك عدة ألحان قدمها الفنان حسين العلي منها: أغنية النساء التي تغنت بها الفنانة الإمارتية أريام - وأغنية أعاني وأغنية البنات الغنادير التي تغنى بها الفنان خالد عبد الرحمن وأغنية إرحلي وشجن وفراق للفنان مزعل فرحان كذلك قدم عدة ألحان لكل من: الفنان محمد عمر - الفنان فتى رحيمه - الفنان راشد الفارس - الفنان عباس إبراهيم - وأيضاً هناك الكثير من الألحان التي قدمها الفنان حسين العلي لكثير من الفنانين... كذلك قدم له الموسيقار الفنان والملحن ناصر الصالح لحن أغنية أدري سأل، وقد غنى حوالي 282 أغنية، ومن اغانيه (يابوي).. وله مشاركات سنوياً لمهرجان صوت الريان سوق واقف في قطر  «استاهل أكثر» حسين العلي يعود بجديده في أعمال متنوعة..!! الفنان حسين العلي في أغنية (يابو سعد)